# Nicholas Mayall
Pour les articles homonymes, voir Mayall.
Nicholas U. Mayall, né le 9 mai 1906 à Moline, dans l'Illinois (États-Unis), et mort le 5 janvier 1993, est un astronome américain.

## Biographie
Spécialisé en astrophysique extragalactique, Nicholas Mayall a amplement participé à l'élaboration de catalogues de décalage vers le rouge de nombreuses galaxies. Son travail le plus connu sur le sujet a été publié en 1956 en collaboration avec Milton Humason et Allan Sandage. Il contient le décalage vers le rouge de plus d'un millier de galaxies, nombre remarquable pour l'époque où en l'absence de matrices CCD, les temps de pose pour établir les décalages vers le rouge se comptaient en heures d'observation par objet. 
Il fut de ce fait un des premiers à promouvoir l'utilisation de ce qui allait devenir les matrices CCD pour l'astronomie, notamment la spectroscopie, afin de diminuer drastiquement les temps de pose nécessaires pour obtenir des spectres.
On lui doit également la découverte d'une galaxie du Groupe local, IC 10 (ou plus précisément de sa nature extragalactique, IC 10 étant connue depuis 1915 et plus tard établie comme étant membre du Groupe local, voir) et celle de cinq amas globulaires liés à la galaxie d'Andromède M31, tous nommés en son nom (Mayall II, Mayall III, Mayall IV, Mayall V, Mayall VI). 
Dans le domaine de l'astrophysique galactique, il fut le premier à établir la probable nature de supernova de l'« étoile invitée » observée en 1054 par les astronomes du monde chinois, dont l'explosion avait donné naissance à la nébuleuse du Crabe M1 (voir SN 1054).
Le télescope Mayall, d'un diamètre de 4 mètres, situé à l'observatoire de Kitt Peak (Arizona), mis en service en 1970 est nommé en son nom.